# Castro (Lombardia)
Castro [ˈkastɾo] (Càster [ˈkastɛɾ] in dialetto bergamasco) è un comune italiano di 1 198 abitanti della provincia di Bergamo in Lombardia.
Situato sulla sponda occidentale del Lago d'Iseo, all'imbocco della Valle Camonica, dista circa 45 chilometri ad est dal capoluogo orobico.

## Geografia fisica
Dal punto di vista naturalistico, notevoli sono i paesaggi in cui ci si può imbattere lungo la vecchia e tortuosa strada litoranea: la roccia di origine sedimentaria si sussegue in continue lastre sovrapposte, "meritandosi" il nome di "Orrido", e cala a strapiombo nelle acque del lago, creando piccole insenature a dir poco suggestive (i cosiddetti "bögn").
Nella parte alta del paese si può accedere ad una palestra di roccia naturale molto conosciuta dagli appassionati del luogo.
Sulla strada litorale, in località Grè, è presente la cava di marmo della Marini Marmi, presente da più di 100 anni e famosa per il suo Ceppo di Grè, utilizzato in Italia ed esportato anche all'estero.

## Storia

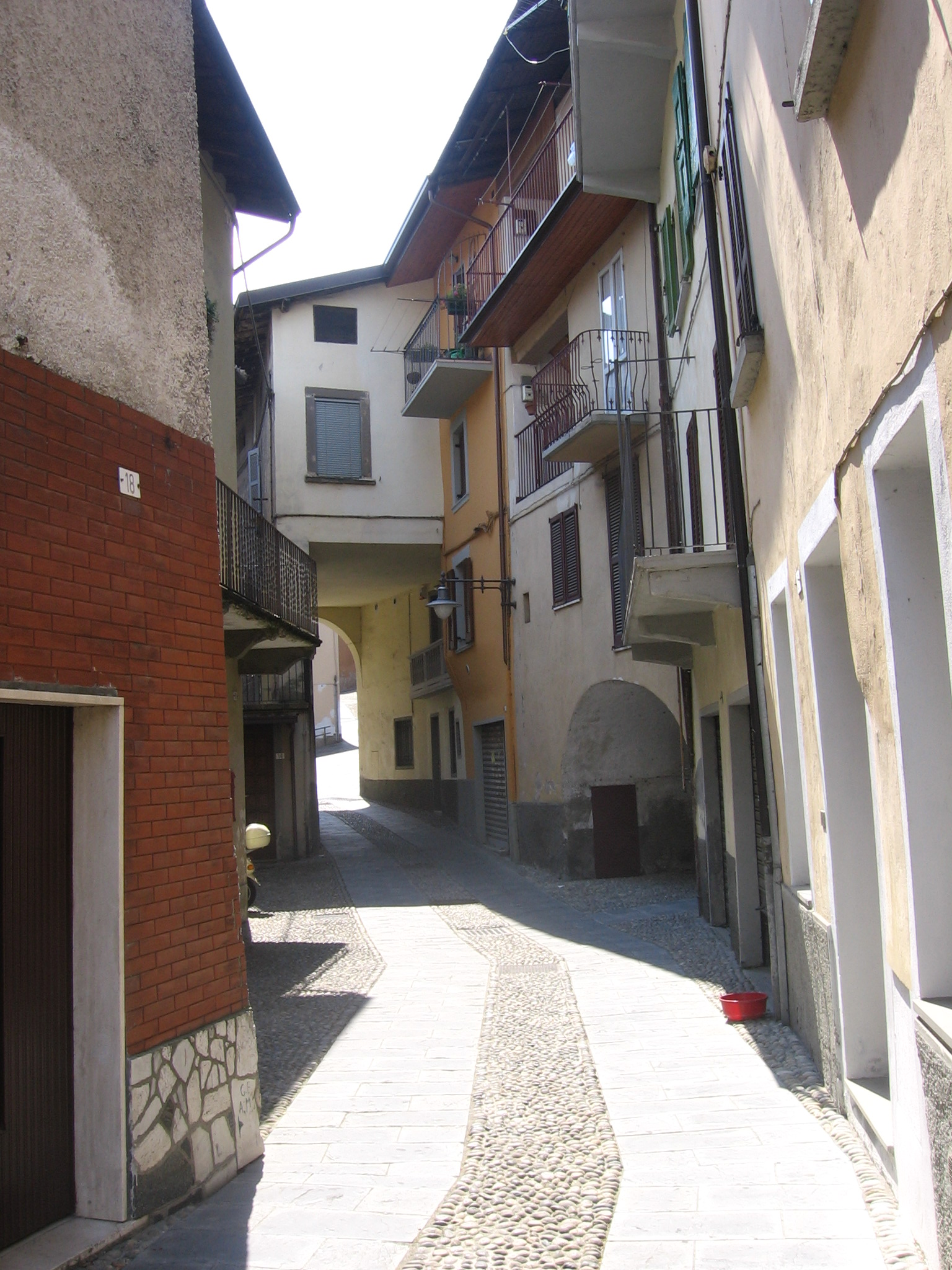
Il centro storico

Il comune di Castro (dal latino castrum: fortificazione) ha un'origine risalente al periodo medievale, ed è nato su iniziativa del vescovo-conte di Bergamo come porto fortificato per gli scambi tra la pianura e le valli bergamasche, importanti produttrici di ferro, evitando di transitare per il territorio di Lovere che era in mano al vescovo-conte di Brescia e di pagare quindi i dazi imposti da quest'ultimo. Ancora esiste dietro al comune la "via corna" che i carri dei mercanti transitavano diretti alle valli.
Posto su un'altura che svetta sulla costa, si trova una fortificazione che fu distrutta durante i violenti scontri tra le opposte fazioni guelfe e ghibelline. Furono questi ultimi che, nel 1380, attaccarono violentemente la fortificazione, distruggendola: ancora è possibile visitare le rovine della rocca, rimasta inutilizzata da allora.
Persa l'importanza come porto commerciale, a scapito di Lovere, Castro modificò la propria economia: si cominciò a puntare dapprima sulla pesca e successivamente anche sulla presenza, durante la dominazione della Serenissima, di alcune fucine e magli atti alla lavorazione del ferro. Si narra che la qualità del prodotto fosse talmente elevata da farvi produrre i cannoni utilizzati dai veneziani sulle loro navi.
Rinomata fu anche la fucina che produceva falci, che ad un certo momento dovette ricorrere all'importazione di manodopera addirittura dai territori d'oltralpe. Con il passare del tempo la siderurgia acquisì un peso sempre maggiore, tanto che nel XIX secolo si insediarono attività industriali tali da soddisfare le richieste di lavoro anche dei paesi limitrofi. L'economia del paese si basa sulla siderurgia, con una recente timida apertura alle attività turistiche.

### Simboli
Lo stemma e il gonfalone del comune di Castro sono stati concessi con decreto del presidente della Repubblica del 26 giugno 2008.
Il rosso del campo allude alla lavorazione tradizionale del ferro;  la torre, simbolo del borgo costruito per volere dei vescovi di Bergamo come porto fortificato per gli scambi tra la pianura e le valli bergamasche, si affaccia sulle acque del lago d'Iseo.
Il gonfalone è un drappo di giallo.

## Monumenti e luoghi d'interesse

### Architetture religiose

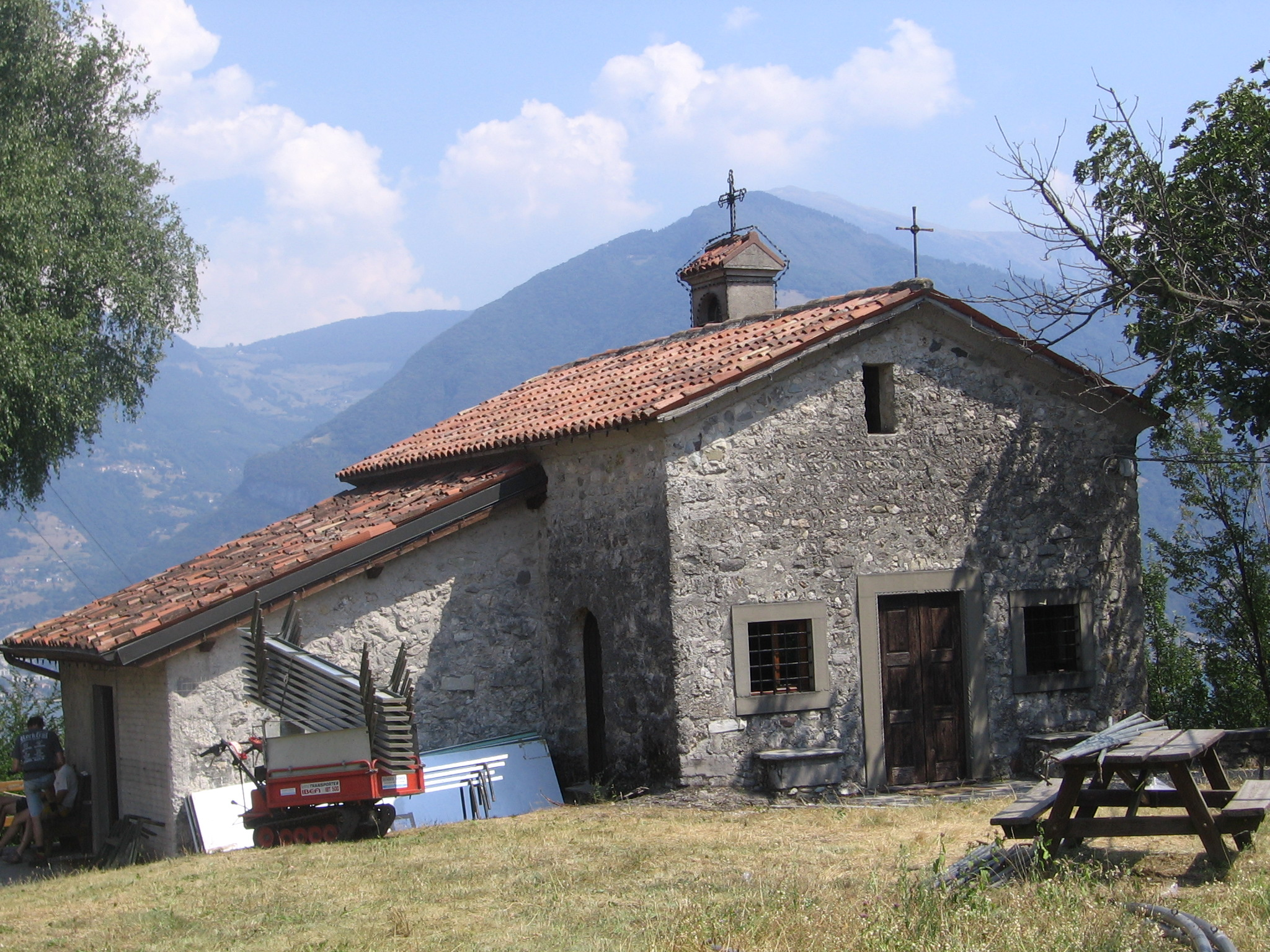
La chiesetta di San Lorenzo (XII secolo)

Il borgo storico, molto caratteristico, è tipico di un luogo che in passato era basato sulla pesca: vie strette, case molto vicine e ridosso del lago; è costruito attorno alla vecchia chiesa parrocchiale dedicata a San Giacomo. Risalente indicativamente ad un periodo tra il XIV ed il XV secolo, fu soggetta ad un'inondazione nel corso del XVI secolo, e fu riedificata due secoli più tardi con un portale in marmo di Zandobbio, opera dei Fantoni. La chiesa ora è sconsacrata e sostituita dalla nuova parrocchiale, sempre intitolata a San Giacomo, costruita nel 1969.
Meritano menzione anche le chiese di San Lorenzo e della Natività di Maria. La prima risale al XII secolo ed è costruita, in stile romanico con le pareti in pietra a vista, su un'altura; la seconda venne edificata nel XIII secolo ed ampliata due secoli più tardi, custodisce affreschi risalenti al XVI secolo; quest'ultima è stata privata delle sue più belle e preziose decorazioni artistiche, fra cui due antiche statue dei re Davide e Salomone, a causa di un furto da parte di ignoti avvenuto nel 2010.

### Architetture civili e militari
Sono inoltre visitabili sia le rovine della rocca, sia il maglio Carrara, nella località Poltragno, azionato da una ruota idraulica.

### Aree protette
Nel territorio comunale è presente l'area protetta Parco della Gola del Tinazzo, gestita dall'associazione Legambiente.
Anfiteatro
Sul territorio è presente un teatro semicircolare a cielo aperto (chiamato impropriamente "anfiteatro"), ricavato in un pendio roccioso che dà sul lago, costruito negli anni '80 secondo uno stile architettonico che ricorda la struttura dei teatri greci. 

## Società

### Evoluzione demografica
Abitanti censiti

## Cultura

### Letteratura
A Castro sono ambientati i romanzi La perfezione (Feltrinelli, 1994), Chiudi gli occhi (Baldini Castoldi Dalai, 2004) e Il tempo dell'innocenza (Baldini Castoldi Dalai, 2012) di Raul Montanari; i primi due volumi sono stati tradotti in tedesco rispettivamente col titolo Der Perfektionist (Ullstein, 1998) e Rückkehr eines Mörders (List, 2005; Ullstein 2007 anche audiolibro).

## Amministrazione
| Periodo        | Periodo        | Primo cittadino         | Partito                          | Carica  | Note   |
| -------------- | -------------- | ----------------------- | -------------------------------- | ------- | ------ |
| 23 aprile 1995 | 13 giugno 1999 | Patrizia Rigo Bacchetta | Centrosinistra-Lista civica      | Sindaco | [ 9 ]  |
| 13 giugno 1999 | 12 giugno 2004 | Mariano Foresti         | Lista civica "Intesa per Castro" | Sindaco | [ 9 ]  |
| 12 giugno 2004 | 7 giugno 2009  | Mariano Foresti         | Lista civica "Intesa per Castro" | Sindaco | [ 9 ]  |
| 7 giugno 2009  | 26 giugno 2014 | Mario Gualeni           | Lista civica "Intesa per Castro" | Sindaco | [ 10 ] |
| 26 giugno 2014 | 27 maggio 2019 | Mariano Foresti         | Lista civica "Intesa per Castro" | Sindaco | [ 11 ] |
| 27 maggio 2019 | 10 giugno 2024 | Mariano Foresti         | Lista civica "Uniti per Castro"  | Sindaco |        |